# Mortal Kombat X
Mortal Kombat X – gra komputerowa z gatunku bijatyk tworzona przez NetherRealm Studios. Premiera na komputery osobiste oraz konsole PlayStation 4 i Xbox One odbyła się  14 kwietnia 2015. 7 kwietnia wydano wersję na system iOS. Studio High Voltage Software podjęło się zadania wyprodukowania wersji gry na platformy PlayStation 3 oraz Xbox 360, jednakże prace nad tymi portami zostały anulowane.

## Rozgrywka
Podobnie jak w poprzednich odsłonach serii, Mortal Kombat X jest bijatyką, w której dwóch graczy toczy między sobą walki, korzystając z obszernego wachlarza ciosów, ruchów specjalnych oraz tzw. Fatality, czyli ciosu kończącego walkę. Twórcy zapowiadają grę jako zupełnie nowe doświadczenie z nieliniową fabułą „pokazującą część klasycznych postaci, takich jak Scorpion czy Sub-Zero, jako poszukujących nowych wyzwań i reprezentujących siły dobra i zła, aby szukać swojego przeznaczenia”. Rozgrywka rozpocznie się w momencie zakończenia Mortal Kombat, przenosząc się następnie o 25 lat w przyszłość. Zawierać będzie znane areny, weteranów serii oraz nowe postacie w zupełnie nowej oprawie, którą zapewni zmodyfikowana wersja silnika Unreal Engine 3. W grze powróci również pasek energii, po raz pierwszy użyty w grze Mortal Kombat z 2011 roku.